# The Last of Us Part I
The Last of Us Part I es un videojuego de acción y aventura de 2022 desarrollado por Naughty Dog y publicado por Sony Interactive Entertainment. Un remake del juego de 2013 The Last of Us, presenta una jugabilidad revisada, que incluye combate y exploración mejorados, y opciones de accesibilidad ampliadas. La historia de un jugador sigue a Joel, quien tiene la tarea de escoltar a la joven Ellie a través de un post- apocalíptico Estados Unidos y defenderla de caníbales criaturas infectadas por una cepa mutada del hongo Cordyceps. El juego incluye la expansión The Last of Us: Left Behind, una campaña para un jugador que sigue a Ellie y su mejor amiga Riley. Se omite el modo multijugador en línea del juego original.
El desarrollo estuvo a cargo del director del juego Matthew Gallant y el director creativo Shaun Escayg, quienes reemplazaron a los directores originales Bruce Straley y Neil Druckmann. La Part I se reconstruyó para aprovechar el hardware actualizado, lo que requirió nuevas animaciones, dirección de arte y modelos de personajes para alinearse con la visión del equipo de desarrollo original. Los departamentos visuales analizaron las escenas cinemáticas originales y los ritmos narrativos para identificar argumentos cruciales y su dirección y propósito originales. El equipo amplió las funciones de juego, tecnología y accesibilidad de The Last of Us Part II (2020), usando su motor de juego y construyendo sobre él con la tecnología actualizada. Las escenas incluyen descripción de audio, para las cuales los desarrolladores colaboraron con Descriptive Video Works. La "Parte I" es compatible con audio 3D, así como con la retroalimentación háptica y los disparadores adaptables del controlador DualSense.
Luego de varias filtraciones, The Last of Us Part I se anunció en junio de 2022 y se lanzó para PlayStation 5 el 2 de septiembre; su lanzamiento está programado para Windows el 28 de marzo de 2023. Recibió críticas positivas, con elogios por sus mejoras gráficas, animaciones faciales, inteligencia artificial y su accesibilidad adicional, opciones de audio y controlador. La respuesta a su jugabilidad y diseño de niveles fue mixta, y varios críticos cuestionaron la necesidad de una nueva versión, especialmente considerando su precio. Recibió nominaciones en The Game Awards 2022 y Golden Joystick Awards.

## Jugabilidad
The Last of Us Part I es una nueva versión del videojuego de 2013 The Last of Us, un videojuego de acción y aventura que se juega desde una perspectiva en tercera persona. El jugador atraviesa entornos posapocalípticos para avanzar en la historia y usa armas de fuego, armas improvisadas, combate cuerpo a cuerpo y sigilo para defenderse de humanos hostiles y caníbales criaturas conocidas como los Infectados, que han sido infectados por una cepa mutada del hongo Cordyceps. Durante la mayor parte del juego, el personaje del jugador Joel acompaña a una joven, Ellie, a través de los Estados Unidos. El jugador controla a Ellie durante todo el segmento de invierno, y controla brevemente a la hija de Joel, Sarah, en la secuencia de apertura. En la expansión incluida The Last of Us: Left Behind, el jugador controla a Ellie mientras pasa tiempo con su mejor amiga e interés amoroso Riley Abel. El modo original de los juegos multijugador en línea se omite de Part I, y su narrativa no ha cambiado por completo.
El remake presenta una jugabilidad revisada, que incluye combate y exploración mejorados. La inteligencia artificial (IA) revisada permite más personajes no jugadores (NPC) en la pantalla, con la IA enemiga actuando de manera más agresiva y táctica que en el juego original. The Infected recibió algunas adaptaciones de juego, como nuevas animaciones Stalker y un movimiento de carga para Bloaters. Las nuevas adiciones al juego incluyen un modo permadeath, un modo centrado en speedrun y nuevos disfraces para Joel y Ellie. Las opciones de accesibilidad ampliadas incluyen controles personalizables, descripción de audio para escenas y retroalimentación háptica durante el diálogo; los modos de dificultad se pueden personalizar para cambiar la resistencia del enemigo, la eficacia del sigilo y la disponibilidad de recursos. El modo foto revisado agrega varias características adicionales, lo que permite modificadores visuales y de juego, como cámara lenta y munición infinita.
En PlayStation 5, el juego admite funciones de hardware como audio 3D, y utiliza la retroalimentación háptica y los disparadores adaptables del controlador DualSense para emular acciones de juego como disparar una escopeta o tirar de la cuerda de un arco. Puede mostrarse en resolución 4K nativa a 30 fotogramas por segundo, o resolución mejorada a un objetivo de 60 fotogramas por segundo; con frecuencia de actualización variable habilitada, ambos modos permiten una velocidad de fotogramas desbloqueada, capaz de más de 60 fotogramas por segundo.

## Desarrollo
The Last of Us Part I fue desarrollado por Naughty Dog y publicado por Sony Interactive Entertainment. El desarrollo estuvo a cargo del director del juego Matthew Gallant y el director creativo Shaun Escayg, quienes reemplazaron a los directores originales Bruce Straley y Neil Druckmann, respectivamente. Gallant trabajó anteriormente como diseñador de combate en el juego original y Uncharted 4: A Thief's End (2016), y se convirtió en diseñador principal de sistemas en The Last of Us Part II (2020), codirigiendo sus características de accesibilidad. Escayg fue el animador cinematográfico principal en The Last of Us—su primer juego—y director creativo en Uncharted: The Lost Legacy (2017), seguido de su trabajo como director creativo y coguionista de Marvel's Avengers (2020) en Crystal Dynamics, antes de regresar a Naughty Dog en abril de 2021. Dividiendo sus deberes de dirección, Escayg asumió la responsabilidad de las cinemáticas. Gallant descubrió que resonaba con los temas mucho más de cerca que durante el desarrollo del juego original, habiéndose convertido en padre en el ínterin. Según Escayg, el equipo abordó el remake como "una carta de amor a nuestros fans, a la franquicia ya nosotros mismos como desarrolladores"; sintieron la responsabilidad de preservar su esencia y calidad.: 0:56  Varios miembros del equipo de liderazgo creativo de Part I trabajaron en el juego original.
Naughty Dog esperaba que la nueva versión permitiera reproducir la "Parte I" y la "Parte II" secuencialmente sin discrepancias tecnológicas o visuales. Sintieron que se podría llegar a nuevas audiencias, como los espectadores de la adaptación televisiva y los nuevos jugadores de PlayStation 5. La nueva versión se inspiró parcialmente en las escenas retrospectivas de la Parte II, para las cuales el equipo reconstruyó áreas y activos del juego original: Gallant dijo que varios miembros del equipo se preguntaron si "todo el juego se veía tan bien como esas secuencias de flashback, qué emocionante sería". El desarrollo comenzó con la transición del juego al motor de juego actualizado de la Part II. El juego fue reconstruido para usar el hardware de PlayStation 5, lo que requiere una nueva dirección de arte, animación y modelos de personajes. Las mejoras tecnológicas y gráficas estaban destinadas a alinearse con la visión del equipo del juego original. Escayg quería que cada elemento hiciera que el jugador se sintiera conectado a tierra e inmerso en el mundo. El equipo revaluó miles de "microdecisiones" durante el desarrollo, eliminando objetos considerados sin importancia o que distraían y detallando o rediseñando aquellos que requerían mejoras. Se revaluaron las áreas para determinar si sus diseños eran el resultado de las limitaciones técnicas de PlayStation 3; en su caso, algunas áreas fueron reconstruidas o detalladas más.
Los desarrolladores racionalizaron las características de accesibilidad reconstruidas como importantes para la nueva versión. Ampliaron las características de la "Part II", con la ayuda de la construcción de la "Part I" en el motor de la "Part II".—con tres preajustes que configuran ajustes recomendados para jugadores que necesitan ayudas auditivas, motoras o visuales. Durante el desarrollo de The Last of Us Part II, el asesor de accesibilidad para personas ciegas Brandon Cole señaló que los jugadores con discapacidades visuales se perdían el contexto ambiental y las interacciones tácitas entre personajes, pero el cronograma de producción limitó la capacidad del equipo para implementar una solución. Gallant revisó la idea de Parte I y colaboró con Descriptive Video Works para crear descripciones de audio para escenas. Escribir y grabar las descripciones de audio causó dificultades, ya que tenían que transmitir la información de manera sucinta manteniendo el contexto y los temas. Las opciones de vibración personalizables se inspiraron en una reseña de Uncharted: Legacy of Thieves Collection (2022) de Can I Play That?, que criticaba la falta de variabilidad. El equipo identificó secuencias que presentarían problemas de accesibilidad, como la secuencia de juegos en Left Behind, y contrató a varios consultores para que lo ayudaran, incluido Cole.
El sistema de combate, particularmente cuerpo a cuerpo, evolucionó utilizando las herramientas de desarrollo de The Last of Us Part II. El equipo sintió que las secuencias de combate del juego original eran icónicas y no requerían una revisión significativa; renunciaron a la capacidad de ponerse boca abajo en el juego, una característica agregada en la "Part II", ya que habría "roto el juego y el espacio de combate" ya que el juego original no fue creado para eso. La mecánica de esquivar de la Part II se omitió de manera similar, ya que requería reelaborar tanto los ataques enemigos como el espacio de juego, y disminuiría la claustrofobia y la tensión de las peleas; Gallant señaló que "Joel fundamentalmente necesita 'sentirse' diferente a jugar como Ellie", la protagonista jugable de la Part II. Las limitaciones de hardware de PlayStation 3 obligaron al equipo original a "hackear juntos" secuencias de combate, incluidas algunas que están preescritas; Los avances en PlayStation 5 permitieron a los desarrolladores crear encuentros dinámicos, con AI dirigiendo a los personajes no jugables (NPC) enemigos para investigar y analizar con mayor precisión. La tecnología fundamental de IA basada en la Part II.: 12:45  Si bien el juego original estaba limitado a ocho NPC durante los encuentros con enemigos, lo que obligó a algunos a ignorar al jugador en presencia de otros, PlayStation 5 permite hasta 128 NPC activos que se enfocan en el jugador. En algunos casos, el juego original no podía tener a hombres y mujeres infectados luchando simultáneamente, lo que se corrigió en la nueva versión. Gallant descubrió que la nueva tecnología hacía que las secuencias de juego fueran más impredecibles.

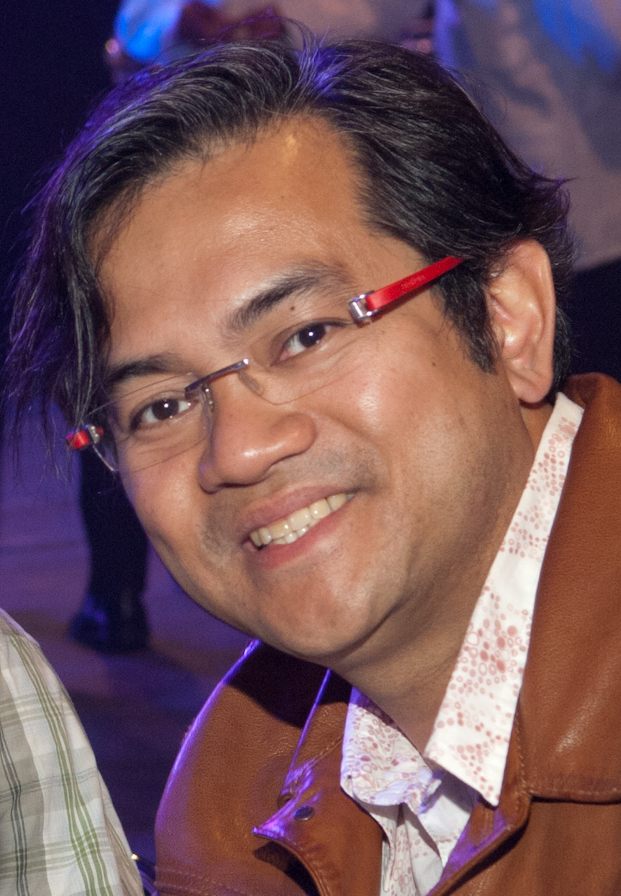
Erick Pangilinan, co-art director on the original game, returned in the same role for The Last of Us Part I.

Los departamentos visuales analizaron el juego original para entenderlo mejor, enfocando los recursos de desarrollo en las escenas e historias más cruciales para maximizar su impacto. En lugar de simplemente mejorar las imágenes, el equipo analizó sus escenas y ritmos narrativos, empleando técnicas modernas para enfatizar los momentos de la historia. El director de arte Erick Pangilinan se aseguró de que el equipo recordara la dirección original y el propósito detrás de cada escena; en algunos casos, durante el desarrollo, perdieron la pista del propósito original, lo que afectaría otras escenas más adelante. La visión del juego original era enfatizar la belleza del mundo, a diferencia de una imagen visualmente oscura y distópica; El director de arte Sebastian Gromann sintió que PlayStation 5 permitía una realización más real de esta visión, particularmente debido a los modelos y shader más complejos que permitían una mayor fidelidad y volumen del follaje. Los personajes y los entornos se beneficiaron de un mayor número de polígono. Los datos originales de captura de movimiento se usaron para las cinemáticas, con la animación facial revisada para parecerse más a las actuaciones originales.: 4:43  La nueva versión se consideró una buena oportunidad para expandir algunos entornos, como agregar detalles y elementos a las oficinas traseras del museo de Boston y cambiar visualmente la sección universitaria para una sensación más claustrofóbica. El equipo se obligó a retirar algunas adiciones ya que no lograron realzar la experiencia o encajar dentro del contexto narrativo; Los árboles y la maleza se agregaron inicialmente a la ciudad militar, pero se eliminaron cuando el equipo se dio cuenta de que no sería realista en el entorno.
Uno de los miembros del equipo interesado en el campo sugirió la adición de un modo de carrera rápida, y los desarrolladores consultaron con corredores de velocidad profesionales. Gallant sintió que el modo de muerte permanente aumentó las apuestas del combate ya tenso del juego original. Los desarrolladores utilizaron Tempest Engine de PlayStation 5, una evolución de la tecnología de PlayStation 4, para reproducir el audio en 3D, incluso durante los momentos más tranquilos del diálogo. Los programadores de audio pasaron más de un año reelaborando el motor de audio de Naughty Dog, ya que era incompatible con las funciones de Tempest Engine. Los procesos de mezcla de audio y masterización se revisaron para aumentar la claridad y la fidelidad. El equipo reutilizó gran parte del sonido del juego original porque lo consideraban icónico; parte del audio regrabado incluía las actualizaciones del banco de trabajo, así como murmullos para los infectados, introducidos en la "Parte II". Se mantuvieron las actuaciones originales de los actores, y en sus respectivos traducciones.

## Lanzamiento
La existencia de una nueva versión de The Last of Us fue reportada por primera vez en abril de 2021 por Jason Schreier de Bloomberg News. El informe afirmaba que el juego, cuyo nombre en código era "T1X", había comenzado en el estudio Visual Arts Support Group de Sony, pero luego pasó al presupuesto de Naughty Dog después de que parte del personal se uniera al proyecto en 2020. El 9 de junio de 2022 se publicó de forma prematura una PlayStation Store con un tráiler e información sobre el juego. El juego fue anunciado más tarde ese día en el Summer Game Fest. Fue lanzado para PlayStation 5 el 2 de septiembre de 2022, y su lanzamiento está programado para Windows el 28 de marzo de 2023. Las reacciones al anuncio de la nueva versión fueron variadas, ya que algunos periodistas y jugadores consideraron superfluo otro lanzamiento después de "The Last of Us Remastered". y cuestionó el precio de US$70.
Naughty Dog anunció versiones de edición especial que otorgan mejoras y habilidades en el juego; la edición especial física incluye un estuche Steelbook y la serie de cómics The Last of Us: American Dreams (2013) con nueva portada. Todas las portadas y el arte clave fueron diseñados por David Blatt, conocido como Kopfstoff, quien fue contratado después de hacerse conocido por su fan art de los juegos. La edición Firefly exclusiva de Estados Unidos se agotó una hora después de su anuncio; recibió una reposición en el lanzamiento, que se agotó en segundos. Varios jugadores informaron haber recibido versiones dañadas de Firefly Edition debido a un embalaje deficiente; Según los informes, Sony ofreció descuentos en la tienda o reembolsos en algunos casos, pero no proporcionó reemplazos. El desarrollo de The Last of Us Part I cesó el 11 de julio cuando el juego enviado para fabricación. Según el artista ambiental principal Anthony Vaccaro, el desarrollo no involucró ningún crunch, a diferencia de varios de los juegos anteriores de Naughty Dog. El tráiler final de prelanzamiento se lanzó el 24 de agosto de 2022. Se emitió un tráiler que anunciaba la fecha de lanzamiento de Windows durante The Game Awards 2022. El 15 de enero de 2023 se lanzó una prueba de dos horas para los miembros Premium de PlayStation Plus, coincidiendo con la emisión de el primer episodio de la adaptación televisiva.

## Recepción

### Respuesta crítica
The Last of Us Part I recibió "críticas generalmente favorables", según agregador de reseñas Metacritic, basado en 114 reseñas para la versión de PlayStation 5. Fue elogiado por sus mejoras gráficas, animaciones faciales actualizadas, IA mejorada de enemigos y personajes, y sus opciones adicionales de accesibilidad, audio y controlador, aunque la respuesta a su jugabilidad y diseño de niveles fue mixta. Muchos críticos la consideraron la versión definitiva del juego; Tom Orry de VG247 lo nombró "uno de los mejores remakes que he jugado". Varios críticos cuestionaron la necesidad del juego, sobre todo teniendo en cuenta su precio y la existencia de The Last of Us Remastered; por el contrario, algunos críticos lo compararon con una película remaster en un Blu-ray Ultra HD, visto como una práctica aceptable en su industria. La omisión del modo multijugador fue lamentada por la crítica. Jason Faulkner de GameRevolution consideró que la ausencia de adiciones a la historia fue "una gran oportunidad perdida", y Blake Hester de Game Informer' sintieron que la falta de cambios narrativos exacerbaba la presentación obsoleta de sus temas.
Luke Reilly de IGN consideró el juego como un escaparate gráfico efectivo para PlayStation 5. Michael Goroff de Electronic Gaming Monthly (EGM) escribió que mientras el juego original capturaba cómo los jugadores visualizaban un mundo posapocalíptico, el estilo artístico y los gráficos de la nueva versión son más parecidos a cómo Joel o Ellie vio el mundo: "demasiado grande y lúgubre ... pero también puede ser hermoso o incluso mundano". Andrew Webster de The Verge comparó los gráficos mejorados con los éxitos de taquilla modernos, y Josh Tolentino de Siliconera escribió que coincidía con su recuerdo del original. Sam Machkovech de Ars Technica elogió las mejoras visuales, pero sintió que el original no requería una revisión completa como Demon's Souls (2020), mientras que TJ Denzer de Shacknews criticó las imágenes más borrosas de Listen Mode. Los críticos elogiaron el sistema de iluminación mejorado y la interfaz de usuario minimizada; Dan Silver de The Telegraph consideró al primero digno de premio, y EGM''s Goroff sintieron que el juego nunca perdió su tono narrativo a pesar de una iluminación más realista.
Varios críticos consideraron los modelos de personajes mejorados y la animación facial como la característica más importante del remake. Goroff de EGM y Reilly de IGN descubrieron que hacían que la actuación fuera más efectiva, con nuevas microexpresiones que agregaban profundidad a cada personaje, que Ars Technica Machkovech en comparación con actuaciones cinematográficas premiadas. Hester de Game Informer también observó que las actuaciones eran más precisas y emotivas sin la incomodidad del original, y Jordan Middler de Video Games Chronicle descubrió que la nueva versión capturaba la intención de la historia y los momentos de los personajes donde el original tecnológicamente no podía. Alex Avard de GamesRadar+ sintió que incluso los NPC vistos brevemente se veían mejor que Joel y Ellie en el original, y Denzer de Shacknews dijo que los personajes "se ven mucho menos como muñecos y se emocionan mucho mejor".
Los críticos elogiaron las mejoras en la IA de enemigos y compañeros. Machkovech de Ars Technica comparó las secuencias de combate con el tráiler revelado del guion del juego original, y Jake Dekker de GameSpot descubrió que las mejoras llevaron a encuentros más tensos y difíciles. Kevin Dunsmore, de Hardcore Gamer, se hizo eco de este sentimiento, pero notó que algunos "permanecen extraños  [sic]" del original, con compañeros que no siguen los caminos correctos. Reilly de IGN lamentó la omisión de los nombres preestablecidos de los enemigos en la Part II pero, por lo demás, elogió las mejoras en la IA de los enemigos. Tolentino de Siliconera, consideró que los cambios eran superficiales debido a los diseños de mapas y diseños de encuentros idénticos, mientras que Goroff de EGM sintió que el comportamiento seguía siendo simplista, con enemigos que se apresuraban a acercarse a sus aliados caídos.
Dekker de GameSpot encontró que la jugabilidad mejoró en línea con la historia, con una puntería más receptiva, armas más pesadas y movimientos más fáciles. Silver de The Telegraph descubrió que los controles actualizados hacían que el combate fuera más fluido, mientras que Orry de VG247 dijo que conservaron "un poco de torpeza", pero que en última instancia llevaron a encuentros de juego más tensos. Gene Park de "The Washington Post" elogió los controles de armas realistas y calificó el movimiento de Joel de "apropiadamente pesado"; Del mismo modo, Reilly de IGN notó que Joel y Ellie se sentían más pesados y realistas, pero lamentaron la falta de la mecánica de esquivar de Part II. Otros revisores sintieron de manera similar que el combate y el diseño de niveles no se pudieron comparar con los de la Part II, aunque reconocieron al primero como una gran mejora del original. Avard de GamesRadar+ consideró que los cambios en el combate eran mínimos, mientras que Machkovech de Ars Technica sintió que la jugabilidad "todavía se siente como un juego de PlayStation 3" en el peor de los casos. William Hughes de The A.V. Club disfrutó del combate, pero descubrió que ocasionalmente podía "pasar de 'estimulante' a 'frustrante'".
Los revisores elogiaron las nuevas opciones y características. Dekker de GameSpot escribió que The Last of Us Part I "establece un nuevo estándar para la accesibilidad en los juegos". Tolentino de Siliconera lo llamó uno de los juegos más accesibles, y Machkovech de Ars Technica encontró sus opciones más sólidas que cualquier otra. Hughes de The A. V. Club consideró que las opciones de accesibilidad eran la única adición valiosa, y Denzer de Shacknews destacó las descripciones de audio de la escena como una opción destacada. Ben Bayliss de Can I Play That? elogió la gama de características para demostrar "lo que es posible cuando se hace bien una nueva versión", aunque señaló algunos problemas de movilidad y criticó la complejidad requerida para equilibrar diferentes opciones. Los críticos elogiaron el uso de la retroalimentación háptica del DualSense, considerado entre los mejores usos hasta la fecha junto con Astro's Playroom (2020). Josh Wise de VideoGamer.com sintió que el control "agregaba fuerza al combate" y Webster de The Verge elogió su uso del arco. Avard de GamesRadar+ descubrió que el audio 3D hacía que los infectados fueran más aterradores; la tensión y el horror llevaron a Webster de The Verge a jugar sin audífonos y Orry de VG247 a silenciar el sonido, mientras que Barker de Push Square notó que su efectividad llevó a un uso limitado del modo de escucha.

### Premios
The Last of Us Part I fue nominado a Juego del año de PlayStation en la 40.ª edición de los Golden Joystick Awards, y fue nominado a Innovación en Accesibilidad en The Game Awards 2022. Del PlayStation Blog, el juego fue nombrado subcampeón por Mejores características de accesibilidad y Mejor historia, y quedó tercero por Banda sonora del año. Está nominado a Efectos visuales destacados en un proyecto en tiempo real en los 21st Visual Effects Society Awards.
| Premio                        | Fecha                   | Categoría                                                    | Destinatario(s) y nominado(s)                              | Resultado | Ref.   |
| ----------------------------- | ----------------------- | ------------------------------------------------------------ | ---------------------------------------------------------- | --------- | ------ |
| Golden Joystick Awards        | 22 de noviembre de 2022 | Juego del año de PlayStation                                 | The Last of Us Part I                                      | Nominado  | [ 77 ] |
| The Game Awards               | 8 de diciembre de 2022  | Innovación en accesibilidad                                  | The Last of Us Part I                                      | Nominado  | [ 78 ] |
| Visual Effects Society Awards | 15 de febrero de 2023   | Efectos visuales excepcionales en un proyecto en tiempo real | Erick Pangilinan, Evan Wells, Eben Cook, Mary Jane Whiting | Pendiente | [ 80 ] |

## Ventas
En los Estados Unidos, The Last of Us Part I fue el quinto juego más vendido de septiembre y el cuarto juego de PlayStation más vendido. En el Reino Unido, encabezó la tabla de ventas físicas semanales en su primer fin de semana, y cayó al cuarto lugar en su segunda semana; combinando ventas digitales y físicas, fue el quinto juego más vendido del mes. Fue el tercer juego de PlayStation 5 más descargado de septiembre en Europa y América del Norte. En Japón, fue el quinto juego minorista más vendido en su primera semana, con 10,954 copias vendidas.